# Corsaro

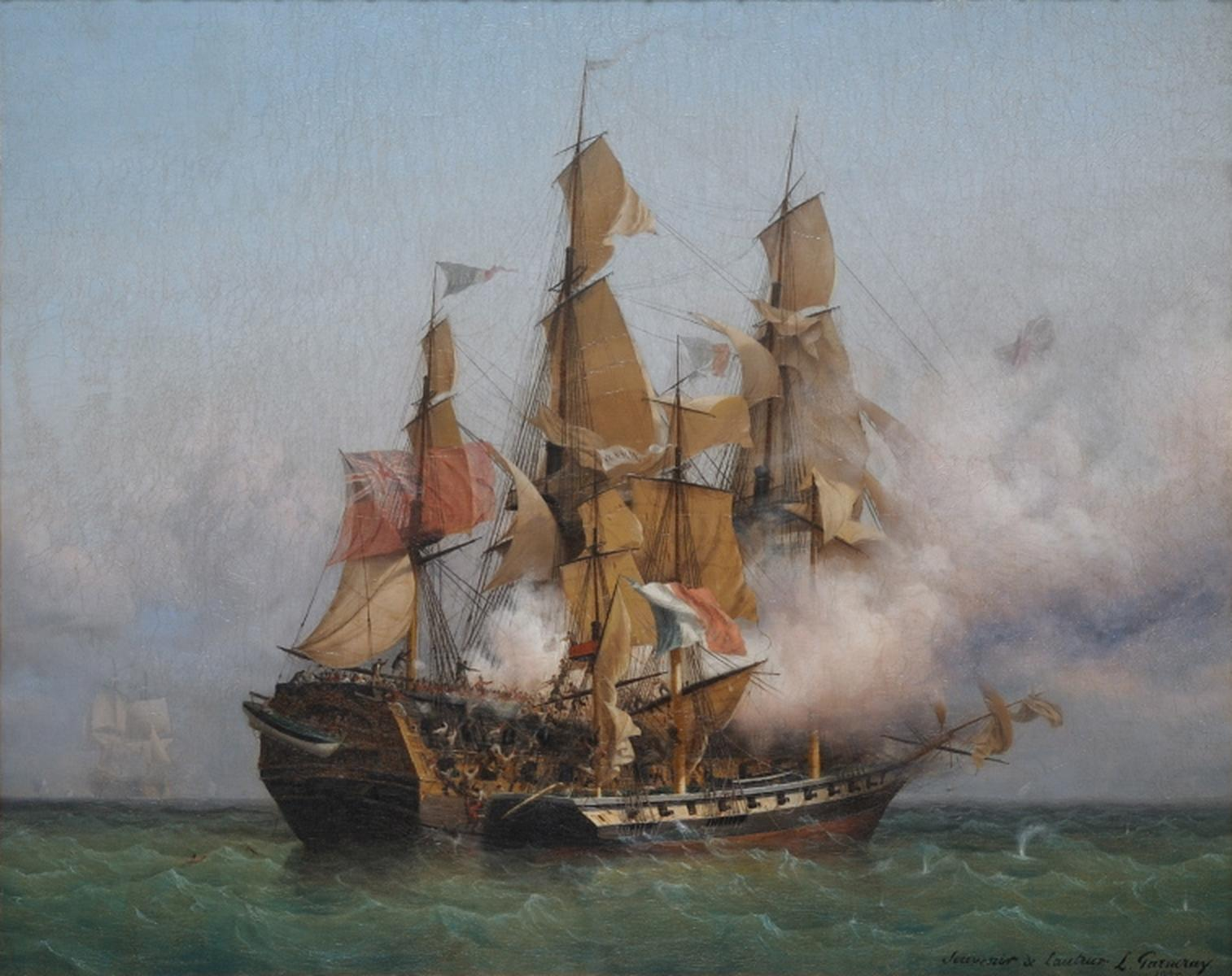
La cattura della East Indiaman Kent da parte della corsara Confiance del francese Robert Surcouf nell'ottobre 1800 - dipinto di Ambroise Louis Garneray.

Un corsaro era un privato cittadino che, munito dal governo di uno Stato di un'apposita autorizzazione formale, detta "lettera di corsa", in cambio della cessione allo stesso di parte dei guadagni conseguiti, era autorizzato ad assalire e rapinare le navi mercantili delle nazioni nemiche. Per quanto, specie nella cultura di massa, i termini "corsaro", "pirata" o "bucaniere" siano spesso accomunati, il corsaro era in realtà un pirata mercenario e, a differenza degli altri, non era considerato un fuorilegge.
La cosiddetta guerra di corsa permise ai sovrani di aumentare le entrate mobilitando navi e marinai privati che sovvenzionavano il potere statale. Il rovescio della medaglia era però che, terminata la guerra, i marinai fattisi corsari per la promessa di ricchezze e prestigio si dedicassero alla pirateria. La lettera di corsa proteggeva i corsari dalle accuse di pirateria, ma in pratica la legalità e lo status dei corsari potevano essere vaghi. A seconda del sovrano specifico e del periodo storico, le lettere potevano essere emesse in fretta ed in gran quantità. I corsari stessi spesso intrapresero azioni che andarono oltre quanto autorizzato nella commissione, anche dopo la sua scadenza, pur rischiando, in questo caso, l'accusa di pirateria.

## Storia
La guerra di corsa fu ufficialmente abolita dalla Dichiarazione di Parigi del 1856, firmata da Impero francese, Regno Unito, Regno di Sardegna, Impero austriaco, Impero ottomano, Impero russo e Regno di Prussia. Nonostante non fossero tra i firmatari, il Regno di Spagna e gli Stati Uniti d'America garantirono che avrebbero rispettato le disposizioni della Dichiarazione. Tuttavia, durante la Guerra di secessione americana, gli Stati Confederati d'America fecero uso di corsari contro le navi dell'Unione; gli Stati Confederati non furono però riconosciuti come Stato da nessun Paese del mondo.
Nel XX secolo, sia durante la prima sia la seconda guerra mondiale, navi militari tedesche compirono azioni contro il naviglio mercantile delle nazioni considerate nemiche. Pur essendo attività inquadrate nella marina ufficiale, venne usato per esse il termine di "corsaro": in alcuni casi si trattava di navi originariamente mercantili, poi armate, che venivano camuffate da navi neutrali per passare inosservate; in altri casi si trattava di navi dall'origine militare: particolarmente famose furono la SMS Emden e la SMS Möwe e, nelle prime fasi della seconda guerra mondiale, si distinse la corazzata tascabile Admiral Graf Spee.

## Le guerre di corsa negli Stati europei

### Gran Bretagna
Nel Regno d'Inghilterra (poi Regno di Gran Bretagna), l'ubiquità delle guerre e la dipendenza della nazione insulare dal commercio marittimo permisero l'uso di corsari con grande efficacia. Le isole britanniche furono a loro volta preda d'elezione per corsari di varie altre nazioni. Nel corso del XV secolo, il paese "mancava di una struttura istituzionale e di finanziamenti coordinati". Quando la pirateria divenne un problema crescente, comunità mercantili come Bristol si organizzarono in autonomia, armando e attrezzando navi corsare a proprie spese per proteggere il commercio. La licenza di queste navi mercantili di proprietà privata concessa dalla Corona legittimò la cattura delle navi pirata. Ciò costituì una "rivoluzione nella strategia navale" e contribuì a colmare la necessità di protezione che la Corona non era in grado di fornire.
Fu Elisabetta I d'Inghilterra (1533-1603), che massicciamente "incoraggiò lo sviluppo di questa marina supplementare". Nel corso del suo dominio, infatti, l'aumento della prosperità spagnola attraverso le esplorazioni nel Nuovo Mondo e la scoperta dell'oro contribuirono al deterioramento delle già tese relazioni anglo-spagnole. L'autorizzazione di Elisabetta dei c.d. "Sea Dogs" Francis Drake e Walter Raleigh le permise di prendere le distanze dalle loro attività di incursione mentre si godeva i benefici dei loro saccheggi. Le navi inglesi raggiunsero i Caraibi (o le Azzorre) per intercettare la c.d. "flotta spagnola del tesoro" e/o saccheggiare i porti del nemico.

### Spagna

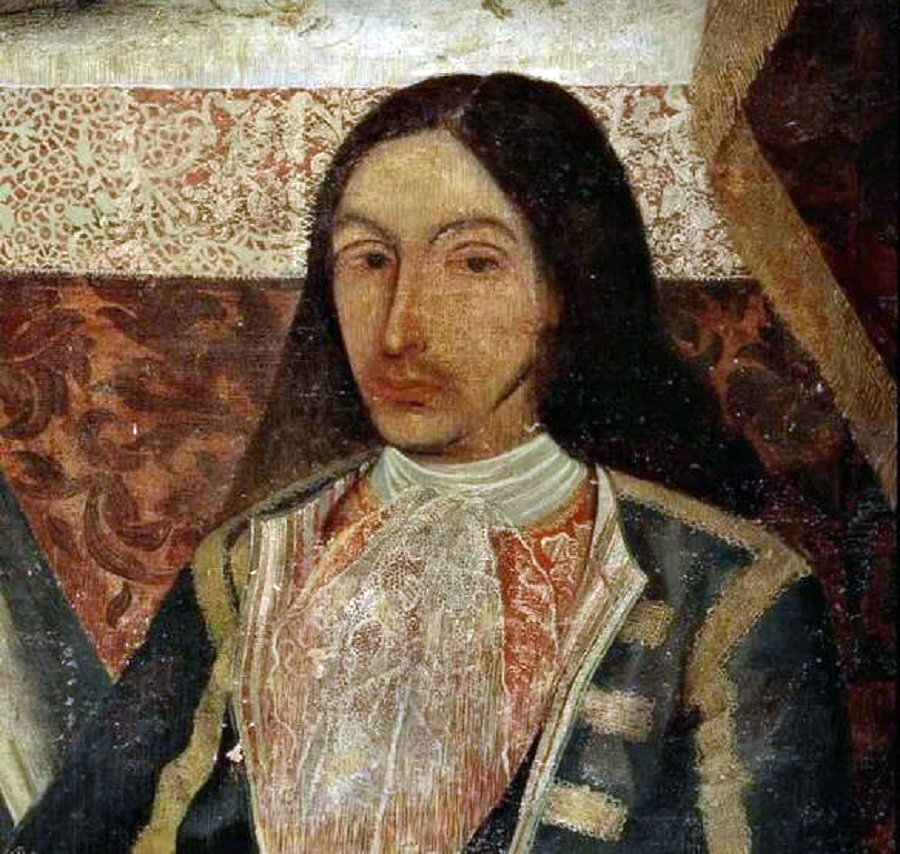
Lo spagnolo Amaro Pargo è stato uno dei più famosi corsari del periodo d'oro della pirateria

Il corsaro più famoso in Spagna, e il mondo ispanico in generale, è Amaro Pargo. Questo corsaro partecipò alla "flotta spagnola del tesoro", ottenendo una grande fortuna grazie all'investimento dei suoi benefici nelle terre di sua proprietà a Tenerife. Amaro Pargo venne a partecipare a interventi privati per le flotte di altri paesi europei, sequestrando navi e assegnandone alcune in vendita. Altri famosi pirati spagnoli furono Benito Soto Aboal, Íñigo de Artieta e Cabeza de Perro.

### Francia
In Francia sono famosi i corsari della città bretone di Saint-Malo come René Duguay-Trouin o Robert Surcouf, che catturavano navi inglesi e olandesi più grandi con le loro piccole e agili imbarcazioni. Saint-Malo diventò, dal Seicento in poi, un vero e proprio bastione corsaro, il che fece la ricchezza della città e suscitò vari attacchi infruttuosi al porto da parte della marina britannica. I corsari di Saint-Malo erano protetti dal re di Francia e spesso finivano la loro carriera come ammiragli nella marina reale.

### Italia
Un corsaro italiano fu Giuseppe Bavastro e anche l'ammiraglio Andrea Doria fu considerato tale, venendo soprannominato appunto "Il Corsaro", esattamente come gli ottomani Khayr al-Din Barbarossa o Kurtoğlu Muslihiddin Reis, malgrado fossero diventati regolari ammiragli della marina da guerra d'Istanbul. Durante la guerra dei Farrapos anche Giuseppe Garibaldi praticò la "guerra di corsa", ottenendo regolare "lettera patente di corsa" da parte della Repubblica Riograndense.

## Descrizione

### Differenza tra corsari e pirati
Rispetto ai pirati, i corsari avevano più possibilità di fare buoni bottini: le loro navi partivano, legalmente, da un porto, quindi potevano essere preparate già in cantiere e progettate appositamente come navi da guerra leggere, quando catturavano una preda essa era legittima, quindi potevano prendere prigioniero l'equipaggio, vendere il legno catturato all'asta, depredare tutto il carico con comodo (e non limitarsi ad arraffare i preziosi e scappare con il bottino come i pirati), inoltre il bottino poteva essere venduto all'asta con calma, in piena legalità, cercando di spuntare il prezzo migliore per l'armatore. A differenza della pirateria però i profitti andavano in preferenza all'armatore-investitore e ai suoi ufficiali in comando, mentre tra i pirati le quote del bottino erano ripartite più democraticamente.

### L'attività
Il corsaro svolgeva, in linea di principio, un'attività legittima e non criminale, ed era autorizzato a uccidere persone ma solo in combattimento. Una nave privata, armata e dotata di capitano ed equipaggio, che operasse sotto l'autorizzazione di una lettera di corsa (talvolta intestata all'armatore, che restava a terra) era definita nave corsara.
I proventi del bottino erano divisi percentualmente tra sponsor (il sovrano che aveva emesso la lettera di corsa), armatori, capitani ed equipaggio della nave corsara. La pratica iniziò, stando alle fonti, nel XIII secolo.

## La lettera di corsa

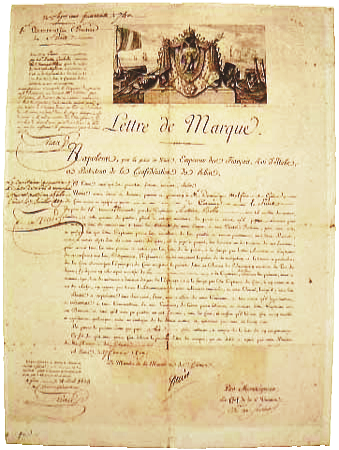
Lettera di corsa del capitano Antoine Bollo, 27 febbraio 1809.

La "lettera di corsa" era un'autorizzazione del sovrano, concessa al proprietario di un mercantile, con la quale si prevedeva che, nel caso in cui la nave o il carico andassero rubati o distrutti, il mercante potesse reagire attaccando a sua volta il nemico per rifarsi delle perdite.
In un secondo momento i governi si resero conto che questo poteva essere un mezzo efficace per contrastare i commerci delle potenze rivali in tempo di guerra. Molte navi corsare furono armate da società private.

## Corsari famosi
Tra i corsari che hanno agito sotto l'autorità del loro paese figurano:
- Francis Drake (Impero britannico)
- Pieter van der Does (Impero olandese)
- Amaro Pargo (Impero spagnolo)
- Khayr al-Din Barbarossa (Impero ottomano)
- Piet Pieterszoon Hein, (Impero olandese)
- Jean Bart (Impero francese)